# Trevor Philips
Trevor Philips è un personaggio immaginario e uno dei tre protagonisti giocabili di Grand Theft Auto V, settimo capitolo principale della serie Grand Theft Auto, sviluppato da Rockstar North e pubblicato da Rockstar Games. Compare anche nella modalità multiplayer Grand Theft Auto Online.
Criminale e rapinatore di banche, Trevor è a capo della sua organizzazione, la Trevor Philips Enterprises, e si scontra con gang rivali e cartelli della droga nel tentativo di ottenere il controllo del traffico di armi e stupefacenti nella fittizia Contea di Blaine, San Andreas. Il personaggio è interpretato dall'attore canadese Steven Ogg, che ha fornito voce e motion capture.
Rockstar ha modellato l'aspetto di Trevor su quello di Ogg, mentre la sua personalità è ispirata a Charles Bronson. Lo sceneggiatore Dan Houser lo ha descritto come un individuo guidato esclusivamente da desiderio e risentimento. Per rendere il personaggio più coinvolgente, i designer gli hanno conferito una gamma emotiva più ampia. Nonostante il suo comportamento antisociale e le tendenze psicopatiche, Trevor dimostra attaccamento verso alcune persone a lui vicine.
Il personaggio ha ricevuto un'accoglienza prevalentemente positiva dalla critica, sebbene alcuni recensori abbiano ritenuto che la sua violenza influisse negativamente sulla narrazione del gioco. Il suo carattere e il suo design sono stati paragonati a figure iconiche di cinema e videogiochi. Molti critici lo hanno definito un personaggio carismatico e credibile, evidenziando come sia uno dei pochi protagonisti della serie a incarnare le azioni tipiche dei giocatori, come atti di violenza e crimini efferati.

## Concezione e sviluppo
Il co-sceneggiatore di Grand Theft Auto V, Dan Houser, ha descritto Trevor come la personificazione dell'anarchia criminale, in contrasto con Michael, che rappresenta il controllo e la razionalità nel mondo del crimine. Trevor è stato concepito come un individuo guidato dall'impulso e dal risentimento, privo di rimorsi per i suoi atti violenti, ma capace di mostrare sentimenti quando gli è conveniente.
La Rockstar ha sviluppato i protagonisti del gioco basandosi su archetipi classici, con Trevor che incarna la follia pura. Secondo Houser, il contrasto tra Trevor e Michael evidenzia le due facce della criminalità: Michael cerca di mantenere un equilibrio tra la sua vita criminale e personale, mentre Trevor rifiuta qualsiasi ipocrisia, abbracciando pienamente la propria natura violenta e incontrollabile. La scelta di introdurre tre personaggi giocabili mirava a differenziare la trama rispetto ai precedenti capitoli della serie, tradizionalmente incentrati su un unico protagonista.
Per il ruolo di Trevor, venne selezionato Steven Ogg, che durante i provini notò un'immediata sintonia con Ned Luke, interprete di Michael. Gli attori iniziarono a lavorare al progetto nel 2010, scoprendo solo dopo la firma dei contratti che si trattava di un titolo della serie Grand Theft Auto. Le loro interpretazioni furono realizzate principalmente con la tecnica del motion capture, mentre i dialoghi per le scene nei veicoli furono registrati in studio. Sebbene il copione fosse rigidamente strutturato, gli attori ebbero la possibilità di apportare leggere modifiche con l'approvazione dei registi.
Ogg ha dichiarato che il personaggio di Trevor si è evoluto nel tempo, sviluppando tratti distintivi nel modo di camminare, parlare e reagire agli eventi. Ha inoltre citato l'interpretazione di Tom Hardy nel film Bronson come fonte d'ispirazione per il personaggio. Pur incarnando lo stereotipo dell'antieroe violento tipico della serie, Ogg ha cercato di suscitare empatia nei giocatori attraverso la caratterizzazione di Trevor, esplorando le sue sfaccettature psicologiche oltre la pura brutalità.

## Biografia
Nato in Canada, poco a nord del confine con gli Stati Uniti. Cresciuto in un ambiente familiare violento, ha avuto un padre fisicamente abusivo e una madre emotivamente instabile. Fin da piccolo ha sviluppato una passione per il volo, tanto da entrare nell'esercito come pilota, ma è stato congedato dopo aver fallito una valutazione psicologica.
Successivamente, ha intrapreso una carriera criminale, iniziando con una piccola rapina che gli è costata sei mesi di carcere, ridotti a quattro per buona condotta. Con il tempo ha affinato le sue abilità, sfruttando la sua esperienza di volo per diventare un contrabbandiere. Nel 1993 ha incontrato Michael Townley, con il quale ha deciso di dedicarsi ai colpi su larga scala, ottenendo grande successo. Tuttavia, la loro amicizia ha iniziato a incrinarsi dopo che Michael ha sposato Amanda, una spogliarellista, e ha formato una famiglia. Nonostante le tensioni, Trevor è rimasto legato ai figli di Michael, che lo consideravano uno zio.
Nel 2004, durante una rapina a Ludendorff, North Yankton, Michael e il loro complice Brad Snider sono stati colpiti dalla polizia, mentre Trevor è riuscito a fuggire. Credendo che Michael fosse morto e che Brad fosse finito in prigione, si è rifugiato a Sandy Shores, una cittadina nella Contea di Blaine, San Andreas, dove ha fondato un'attività criminale basata sul traffico di armi e la produzione di metanfetamina. A causa delle sue profonde insicurezze e del timore dell'abbandono, ha formato un gruppo con due fedeli seguaci, "Nervous" Ron Jakowski e Wade Hebert, entrambi sottratti dalle loro vite precedenti e manipolati da lui.
Nel 2013, Trevor scopre che Michael è ancora vivo e ha inscenato la propria morte. Infuriato, rompe il precario equilibrio con i suoi rivali di Sandy Shores, tra cui i Lost MC, i Varrios Los Aztecas e i Fratelli O'Neil, eliminandoli brutalmente. Dopo un fallito affare con un gruppo di triadi, decide di trasferirsi a Los Santos, dove prende possesso dell'appartamento di Floyd, cugino di Wade, e riunisce il vecchio gruppo con Michael. Sebbene quest'ultimo sia riluttante, i due tornano a collaborare nei colpi, coinvolgendo il giovane Franklin Clinton.
Nel corso della storia, Trevor sviluppa una profonda antipatia per la Merryweather Security, una società di sicurezza privata, e tenta più volte di derubarla, senza successo. Parallelamente, lui, Michael e Franklin vengono coinvolti dagli agenti corrotti Dave Norton e Steve Haines della Federal Investigation Bureau (FIB), che li costringono a compiere diverse operazioni contro l'International Affairs Agency (IAA). Successivamente, il miliardario Devin Weston li assume per rubare auto rare, ma si rifiuta di pagarli. Durante questo periodo, Trevor inizia a legarsi a Franklin e al suo amico Lamar Davis.
Trevor, dopo un mancato pagamento per un lavoro, sequestra Patricia Madrazo, moglie del narcotrafficante Martin Madrazo, e finisce per innamorarsi di lei a causa del suo carattere materno. Dopo molte pressioni da parte di Michael, accetta di restituirla al marito, ma continua a sentirla segretamente.
Successivamente, inizia a sospettare che Brad non sia in prigione e che la rapina di Ludendorff fosse una messinscena. Recatosi sul posto, scopre che Brad è sepolto nella tomba destinata a Michael e che quest'ultimo ha collaborato con Dave per inscenare la propria morte e liberarsi di lui. Tradito, decide di uccidere Michael, ma quando questi viene tradito da Steve Haines, lo aiuta per portare a termine un ultimo colpo. Dopo il successo dell'operazione, decide di non ucciderlo, ma continua a nutrire rancore nei suoi confronti.
Nel finale del gioco, Franklin deve scegliere se eliminare Trevor, Michael o salvarli entrambi. Se decide di uccidere Trevor, lo insegue in un impianto petrolifero, dove Michael gli causa un incidente; Franklin o Michael gli sparano, dandogli fuoco e uccidendolo. Diversi personaggi reagiscono alla sua morte, tra cui Ron, che incolpa Michael e decreta la fine del loro business, e Lamar, che chiede spiegazioni a Franklin. Se invece Franklin sceglie di uccidere Michael, Trevor si allontana da lui, definendolo un traditore. Se invece decide di salvarli entrambi, Trevor aiuta nella battaglia finale contro i loro nemici, eliminando Steve Haines e rapendo Devin Weston per giustiziarlo insieme a Michael e Franklin. Dopo il colpo, pur rimanendo distaccato da Michael, lo considera ancora un amico.

## Accoglienza
Il personaggio di Trevor ha ricevuto generalmente recensioni positive dopo l'uscita di Grand Theft Auto V. Edge ha elogiato Trevor come il protagonista più memorabile dei tre, attribuendo tale merito alla sua personalità volatile. Simile a Edge, Carolyn Petit di GameSpot ha definito Trevor "un essere umano orribile, terrificante, psicotico – e un personaggio fantastico". Tom Bramwell di Eurogamer, tuttavia, ha ritenuto che Trevor danneggiasse gli altri personaggi, definendolo un "anti-eroe superficiale e poco convincente", aggiungendo che "le sue buffonate minano la narrativa" e offuscano lo sviluppo dei personaggi di Michael e Franklin. Xav de Matos di Joystiq ha trovato i tre protagonisti poco simpatici, al punto da alienare il pubblico dalla storia, osservando che "sebbene ogni personaggio abbia una motivazione valida per il suo viaggio, è difficile volere che riescano". Ha anche notato che l'ambiguità tra Trevor e Michael fosse un espediente stancante verso la conclusione della storia, diventando un "ciclo apparentemente infinito" di conflitti tra di loro.
Lucas Sullivan di GamesRadar ha lodato Trevor per essere il primo personaggio della serie che "ha senso", dichiarando che Trevor è uno dei pochi protagonisti in Grand Theft Auto che eseguirebbe volontariamente azioni popolari dei giocatori.
La missione "By the Book" di Grand Theft Auto V è stata criticata per la sua rappresentazione della tortura. Nella missione, Trevor interroga Ferdinand "Mr. K" Kerimov per ottenere informazioni su Tahir Javan, un sospetto fuggitivo azero che rappresenta una minaccia per l'FIB (la versione del gioco dell'FBI). Trevor utilizza attrezzature per tortura su Mr. K, che è legato. I giocatori selezionano gli strumenti da una tavola. Una volta che Mr. K fornisce le informazioni all'FIB, Trevor gli viene chiesto di ucciderlo, ma invece lo porta all'aeroporto, dandogli l'opportunità di scappare. Durante il tragitto, Trevor fa un monologo sull'inefficacia della tortura, sottolineando come Mr. K fosse pronto a fornire le informazioni senza essere torturato, e affermando che la tortura venga usata come una dimostrazione di potere per "asserire noi stessi".
I recensori hanno sottolineato che, mentre la missione fungeva da commentario politico sull'uso della tortura da parte del governo degli Stati Uniti, la sua rappresentazione della tortura risultava di cattivo gusto. Carolyn Petit di GameSpot ha ritenuto che l'inserimento della scena di tortura nel contesto del monologo creasse un'ipocrisia nella funzione della missione come dispositivo di commentario, mentre Keza MacDonald di IGN ha affermato che "superava i limiti del buon gusto". Tom Bramwell ha discusso se il commentario politico fosse oscurato dal contenuto violento, paragonando la missione alla controversia legata alla missione "No Russian" di Call of Duty: Modern Warfare 2. Ha considerato che la sequenza mancasse di un contesto sufficiente per giustificare la violenza e ne ha riassunto la funzione come "imperfetta". Il deputato Keith Vaz ha espresso preoccupazione per la possibilità che i giocatori minorenni potessero essere esposti alla missione. Keith Best di Freedom from Torture ha affermato che il gioco del torturatore "superava il limite". Tom Chick, tuttavia, ha difeso la sequenza di tortura, scrivendo che, a differenza della missione "No Russian" o del film del 2012 Zero Dark Thirty, il commentario politico sottostante sulla tortura in "By the Book" richiedeva il contenuto violento.